# Chakushin Ari
Chakushin Ari (em japonês:  着信アリ) é um filme de terror japonês de 2003, dirigido por Takashi Miike.

## Sinopse
O filme conta a história de Yumi Nakamura (Kou Shibasaki), que foi uma menina que sofreu muito quando era criança e tem trauma de olhos mágicos, pois ela viu sua avó morta por um. Um dia, sua amiga recebe uma ligação com um toque macabro, e ouve sua própria morte que iria acontecer 2 dias depois da ligação. Depois que sua amiga morre, o celular dela liga para outro número de sua lista. Assim vai indo a corrente até chegar no celular de Yumi Nakamura. Então, Yumi com a ajuda de um detetive, resolve rastrear as ligações e tem uma surpresa: elas vem de um hospital que ficou abandonado depois de um incêndio. Lá dentro, muitas coisas acontecem. Yumi não morre no hospital, pois o filme iria continuar, só que 1 ano depois de tudo isso.

## Recepção crítica
One Missed Call recebeu críticas mistas de críticos, que geralmente citam que ele é muito parecido com filmes anteriores como " Ring" e "Ju-on: The Grudge.